# 프랭크 로텐버그
프랭크 롤리 라우텐버그(Frank Raleigh Lautenberg, 1924년 1월 23일 ~ 2013년 6월 3일)은 미국의 정치인으로 미국 뉴저지주 연방상원의원이다.

## 학사
- 컬럼비아 대학교 이학사

## 경력
- 1982.12 ~ 2001.01 제97·98·99·100·101·102·103·104·105·106대 미국 뉴저지주 연방상원의원
- 1997.01 ~ 2001.01 미국 상원 예산위원회 간사
- 2003.01 ~ 2013.06 제108·109·110·111·112·113대 미국 뉴저지주 연방상원의원

## 역대 선거 결과
| 선거명      | 직책명                  | 대수  | 정당   | 득표율 | 득표수      | 결과 | 당락                   |
| ----------- | ----------------------- | ----- | ------ | ------ | ----------- | ---- | ---------------------- |
| 1982년 선거 | 상원의원 (뉴저지 제1부) | 98대  | 민주당 | 50.94% | 1,117,549표 | 1위  | 뉴저지주 상원의원 당선 |
| 1988년 선거 | 상원의원 (뉴저지 제1부) | 101대 | 민주당 | 53.55% | 1,599,905표 | 1위  | 뉴저지주 상원의원 당선 |
| 1994년 선거 | 상원의원 (뉴저지 제1부) | 104대 | 민주당 | 50.29% | 1,033,487표 | 1위  | 뉴저지주 상원의원 당선 |
| 2002년 선거 | 상원의원 (뉴저지 제2부) | 108대 | 민주당 | 53.88% | 1,138,193표 | 1위  | 뉴저지주 상원의원 당선 |
| 2008년 선거 | 상원의원 (뉴저지 제2부) | 111대 | 민주당 | 56.03% | 1,951,218표 | 1위  | 뉴저지주 상원의원 당선 |